# Andi
Andi so najdaljše svetovno gorstvo, ki se vleče ob zahodni obali Južne Amerike. Dolgi so približno 7000 km, dosežejo pa do 500 km širine (med zemljepisnima širinama 18° in 20°). Povprečna nadmorska višina je okrog 4000 metrov nad morjem. Vlečejo se od Venezuele na severu prek Kolumbije, Ekvadorja, Peruja, Bolivije, Argentine in Čila vse do rta Horn na jugu. Gradijo jih paleozojske in mezozojske terciarne kamnine. 
Sestavljata jih dve povečini vzporedni glavni verigi z globoko vmesno depresijo. V srednjem delu gorstva (Peru, Bolivija, severna Čile in Argentina) ležita močno narazen in oklepata Altiplano, osrednjo visoko planoto. Na njegovem severu je mesto Cuzco, središče nekdanje inkovske države. 
Najvišji vrh Andov je Aconcagua (6961 m) v argentinski provinci Mendozi v bližini meje s Čilom. V Andih je tudi najvišji ognjenik na Zemlji, Ojos del Salado (6891 m) na meji med Argentino in Čilom. Gorniki, plezalci in raziskovalci Andov so andinisti.

## Geografija
Ande običajno delimo na:
- južne, v Argentini in Čilu
- osrednje, v Ekvadorju, Peruju in Boliviji
- severne, v Venezueli in Kolumbiji

| Višina (m) | Vrh                                   | Gorska skupina          | Država         |
| ---------- | ------------------------------------- | ----------------------- | -------------- |
| 6961       | Aconcagua                             | Cordillera Frontal      | Argentina      |
| 6891       | Ojos del Salado                       | Puna de Atacama         | Argentina Čile |
| 6795       | Monte Pissis                          | Puna de Atacama         | Argentina      |
| 6770       | Cerro Mercedario                      | Cordillera de la Ramada | Argentina      |
| 6768       | Huascarán                             | Cordillera Blanca       | Peru           |
| 6759       | Cerro Bonete                          | Puna de Atacama         | Argentina      |
| 6758       | Nevado Tres Cruces                    | Puna de Atacama         | Argentina Čile |
| 6739       | Llullaillaco                          | Puna de Atacama         | Argentina Čile |
| 6658       | Cerro Tipas, tudi Cerro Walther Penck | Puna de Atacama         | Argentina      |
| 6638       | Incahuasi                             | Puna de Atacama         | Argentina Čile |

| Višina (m) | Vrh              | Gorska skupina        | Država    |
| ---------- | ---------------- | --------------------- | --------- |
| 6961       | Aconcagua        | Cordillera Frontal    | Argentina |
| 6891       | Ojos del Salado  | Puna de Atacama       | Čile      |
| 6768       | Huascarán        | Cordillera Blanca     | Peru      |
| 6542       | Nevado Sajama    | Cordillera Occidental | Bolivija  |
| 6310       | Chimborazo       | Cordillera Occidental | Ekvador   |
| 5750       | Nevado del Huila | Cordillera Central    | Kolumbija |
| 4978       | Pico Bolívar     | Cordillera de Mérida  | Venezuela |

## Geologija
Andi so del mezozojsko-terciarne verige gorovij na pacifiškem ognjenem obroču, ki je potresno in vulkansko zelo aktiven. Andi so se dvignili na mestu subdukcije, torej vrivanja pacifiške oz. Nazca plošče pod južnoameriško. Zaradi vulkanizma so prisotne magmatske kamnine, na vzhodni strani pa tudi sedimentne kamnine v obsežnih nanosih velikih rek, ki tečejo iz Andov v Atlantski ocean. Vulkani v gorski verigi so si po lastnostih zelo različni, niso enakomerno razporejeni po Andih. Tako jih ni v Peruju, razen na skrajnem jugu, in v večjem odseku na meji med Argentino in Čilom. Več kot 20 milijonov ljudi živi manj kot 100 km od najbližjega andskega vulkana.
Od rudnih bogastev je pomemben predvsem baker, Čile in Peru sta največja izvoznika bakrove rude na svetu, kositer, v vzhodnih predelih so tudi najdišča nafte in zemeljskega plina, katerih izkoriščanje je sporno. Suho podnebje je botrovalo tudi nastanku obsežnih depozitov natrijevega nitrata, soli in litija.

## Podnebje in hidrologija
V splošnem temperatura, zračni ptitisk in vlažnost zraka padajo z nadmorsko višino. Južni Andi so hladni z veliko padavinami, osrednji Andi so suhi, severni skoraj tropski z veliko padavin. Podnebje se drastično spremeni že na zelo kratkih razdaljah, tako je tropski deževni gozd le nekaj kilometrov od večno zasneženega vrha Cotopaxija v Ekvadorju. Meja večnega snega je na višini 4500-4800 m na severu, 4800-5200 m v osrednjem suhem delu, nato pa proti jugu vztrajno pada, dokler ni na Ognjeni deželi le še 300 m nad morsko gladino, ledeniki pa segajo prav do morja. Osrednji Andi imajo polpuščavsko podnebje, medtem ko je puščava Atacama ob pacifiški obali na vznožju Andov na meji med Perujem in Čilom najbolj suha puščava na svetu.
V Andih izvirajo številne velike reke, ki tečejo na vzhod v Atlantski ocean, predvsem Amazonka in Orinoko s številnimi pritoki. Od morja najbolj oddaljen izvir Amazonke so določili na gori Nevado Mismi (5597 m) v Peruju.
- Licancabur, Bolivija/Čile
- Santiago de Chile.
- Polja v Peruju.
- Mati z otrokom, Peru.

## Ekologija

### Rastlinstvo
Zaradi obsežnosti gorovja je rastlinstvo zelo raznoliko. Deževni pragozdovi na vzhodu in zlasti na severu so precej izkrčeni, doline v osrednjem delu so prekrite z listnatimi gozdovi (polylepis), ki se razredčijo v grmičevje oziroma v pravo puščavo (Atacama) v smeri proti obali. Na celotnem področju je bilo opisanih približno 30 000 rastlinskih vrst, od katerih jih je polovica endemitov. Tropski Andi izstopajo po biološki raznovrstnosti, saj na samo 0,8% Zemljine površine raste 10% vseh vrst rastlin. Od znanih rastlin velja izpostaviti kininovec (Cinchona pubescens), iz katerega se pridobiva zdravilo proti malariji, divje sorodnike krompirja in tobaka.

### Živalstvo
Značilna žival Andov je lama in njej sorodne vrste, ki se redijo za volno, prenašanje tovora in meso. Najpomembnejši glodavec je činčila, med plenilci izstopa puma, med ptiči kondor in mnoge vrste barvitih papig. Poleg vrst, ki so zaradi udomačitve pomembne v kmetijstvu, imajo nekatere živali tudi globlji simbolni pomen. Kondorji in lame so bili spoštovani v inkovski civilizaciji, papiga vrste Rupicola peruvianus pa je neuradni simbol modernega Peruja.
- Andski kondor (Vultur gryphus).
- Gvanako (Lama guanicoe).
- Simbol Peruja, Rupicola peruvianis.

## Tranzitne poti
Inki so zgradili obsežen sistem poti, obalno cesto, visokogorsko cesto in številne povezave med obema. Poti so bile za današnje pojme ozke, ker niso poznali kolesa, so strmejše odseke premagovali s stopnicami, reke in globeli pa z vrvnimi mostovi, od katerih je ohranjen le še eden. Obstoječe železniške in cestne povezave so slabe zaradi težavnega terena in pomanjkanja vlaganja v infrastrukturo, na vzhodni strani gorovja obstajajo povezave z Brazilijo po vodnih poteh.
V dobi industrijske revolucije so nekatere države zgradile železniška omrežja, predvsem do rudnikov. Današnja omrežja so zato dokaj nepovezana, vendar v nekaterih državah obstajajo načrti za nove povezave oziroma posodabljanje starih. Kolumbija ima z železnico dobro povezano notranjost z Atlantsko obalo, nima pa povezave do Pacifika ali povezav s sosednjimi državami (edina mednarodna povezava z Venezuelo ni več v uporabi). Peru ima dve med seboj nepovezani omrežji (standardna širina tirov, 1435 mm), eno od njih je s trajektom preko jezera Titikaka povezano z bolivijskim ozkotirnim (1000 mm) železniškim sistemom. Trenutno je to edina železniška proga, ki prečka Ande. Med Čilom in Argentino je opuščena ozkotirna železnica (Los Andes, Čile - Mendoza, Argentina), kljub načrtom še ni delujočih novih železniških povezav. Glavna povezava med državama je tako cestna preko prelaza Los Libertadores na višini 3200 m.
Medoceanska ali transoceanska avtocesta je moderna povezava med perujskimi in brazilskimi pristanišči v dolžini 2600 km, zgrajena v letih 2005-2011. Dodatne povezave in širitev omrežja se nadaljujejo kljub zadržkom nevladnih organizacij o negativnih učinkih na okolje in prebivalstvo.
Andska skupnost (orig. Comunidad Andina) je carinska unija Bolivije, Kolumbije, Ekvadorja in Peruja (Venezuela in Čile nista več polnopravni članici), ustanovljena leta 1969. Od leta 2005 omogoča državljanom članic prost prehod meje, za vstop v tretje države pa uporabljajo enotni andski potni list (orig. Pasaporte Andino).

## Etimologija
Predvideva se, da beseda izvira iz kečuanske anti, kar pomeni vršni greben. Iz istega korena je dobil ime tudi vzhodni del inkovske države Anti Suyu. V španščini se beseda andén uporablja za njive v terasah, vendar je malo verjetno, da je to izvorna beseda. Prvi je besedo v pisnih virih uporabil kronist Garcilaso de la Vega, znan tudi kot El Inca (1539-1616)